# تشارلي كينيدي
تشارلي كينيدي (بالإنجليزية: Charlie Kennedy)‏ هو عازف ساكسفون أمريكي، ولد في 2 يوليو 1927 في جزيرة ستاتن في الولايات المتحدة، وتوفي في 3 أبريل 2009 في فينتورا في الولايات المتحدة.

## وصلات خارجية
- تشارلي كينيدي على موقع ميوزك برينز (الإنجليزية)
- تشارلي كينيدي على موقع ديسكوغز (الإنجليزية)